# Шницлер, Артур
Артур Шницлер (нем. Arthur Schnitzler; 15 мая 1862, Вена — 21 октября 1931, там же) — австрийский драматург и писатель.

## Биография
Родился в обеспеченной еврейской семье. Сын известного венского врача-ларинголога, в 1879—1884 годах учился на врача в Венском университете, с 1886 по 1893 годы практиковал, но затем полностью переключился на литературу и театр. Интересовался психоаналитической теорией Зигмунда Фрейда, сионистским учением Теодора Герцля, был хорошо знаком с обоими авторами. С 1890 года входил в авангардный литературный кружок «Молодая Вена», был в дружеских отношениях с Гуго фон Гофмансталем, Генрихом Манном. С 1923 года — президент австрийского ПЕН-клуба.
В 1930 году дочь писателя покончила с собой, что ускорило и его смерть.
Изображён на австрийской почтовой марке 1987 года.

## Творчество
Крупнейший представитель венского импрессионизма. Проза и особенно драматургия Шницлера приобрели широкую известность, были на протяжении XX века многократно экранизированы, адаптировались под современную сцену (такие постановки принадлежат, в частности, Тому Стоппарду, Вернеру Швабу). В России пьесы Шницлера ставили Всеволод Мейерхольд и Александр Таиров.
Упоминается в произведениях Ивана Бунина («Чистый понедельник»), Якуба Коласа (третья книга трилогии «На ростанях»), как хорошо известный автор. Был знаком с украинским поэтом Иваном Франко.
Лев Троцкий писал:

Артур Шницлер становится в нашей литературе «своим человеком». Его «Трилогия» вышла в трёх разных изданиях, из которых одно, правда, никуда не годится, но ведь таковы уж вообще отечественные переводы. В декабре прошлого, 1901 года «Мир Божий» дал перевод трёхактной драмы Шницлера «Дикий» («Freiwild»), написанной в 1896 году, а в текущем году тот же журнал предложил своим читателям большую повесть Шницлера «Смерть», уже напечатанную семь лет тому назад в «Вестнике Иностранной Литературы». Мы имеем издание «новелл» Шницлера, кроме переводов, разбросанных по журналам. Недавно вышли книжкой его четыре одноактные пьесы «Lebendige Stunden» («Часы жизни»), из которых три были предварительно переведены в фельетонах московской газеты «Курьер». Чем-то, значит, заслужил у нас венский писатель.

Весной 1933 года по всей Германии начинается массовое сожжение книг. Наряду с немецкими авторами (Томас Манн и Генрих Манн, Арнольд Цвейг и Стефан Цвейг, Эрих Мария Ремарк), в костёр попали книги Джека Лондона, А. Шницлера, Зигмунда Фрейда, Андре Жида, Эмиля Золя, Марселя Пруста. Творчество младовенцев было запрещено в нацистской Германии до 1945 года.

## Произведения

### Пьесы
- «Anatol» / «Анатоль» (1893, экранизир. 1921, 1954, 1962, 1966; 1965 — бродвейский мюзикл «Игра в любовь / The Game of Love»)
- «Liebelei» / «Игра в любовь» (1895, экранизир. 1913, 1927, 1933 — «Флирт»[нем.] и «История любви / Une histoire d'amour» Макса Офюльса,  1958 — «Кристина» Пьера Гаспара-Юи[фр.], 1969, 2003)
- «Reigen» / «Хоровод»[нем.] (1912, 1920, — написанная в 1896—97 и ставшая бестселлером в 1903 после публикации венским издательством, пьеса обвинялась в порнографии; экранизир. 1950 — «Карусель» Макса Офюльса, 1964 — «Карусель»[фр.] Роже Вадима по сценарию Жана Ануя, 1969, 1982, 1992, 2011 — «Калейдоскоп любви» Фернанду Мейреллиша; 1993 — опера «Хоровод» Филиппа Бусманса, либретто Люка Бонди)
- «Paracelsus» / «Парацельс» (1899, историч. драма)
- «Der grüne Kakadu» / «Зелёный попугай»[нем.]  (1899, историч. драма, экранизир. 1954, 1955, 1963, 1969)
- «Der Schleier der Beatrice» / «Покрывало Беатриче»[нем.] (1900)
- «Der einsame Weg» / «Одинокий путь» (1903, экранизир. 1990)
- «Marionetten» / «Марионетки» (1906)
- «Komtesse Mizzi» / «Графиня Мицци» (1909, экранизир. 1975)
- «Der Schleier der Pierrette» / «Покрывало Пьеретты» (1910, пантомима в 3-х актах, композитор Эрнст фон Донаньи; поставлена Мейерхольдом как «Шарф Коломбины» 12 (25) октября 1910 в петербургском «Доме интермедий», Галерная, 33)
- «Der junge Medardus» / «Юный Медард» (1910, историч. драма, экранизир. 1923)
- «Das weite Land» / «Далёкая страна» (1911, экранизир. 1960, 1970, 1987)
- «Professor Bernhardi» / «Профессор Бернхарди» (1912, социально-критическая драма об антисемитизме, экранизир. 1962, 1964)
- «Komödie der Worte» / «Комедия слов» (1915)
- «Komödie der Verführung» / «Комедия соблазнения» (1924)

### Романы
- Der Weg ins Freie / Путь на волю (1908, социально-критический роман о европейском еврействе, экранизир. 1983)
- Therese. Chronik eines Frauenlebens / Тереза. История жизни одной женщины (1928)

### Повести и рассказы

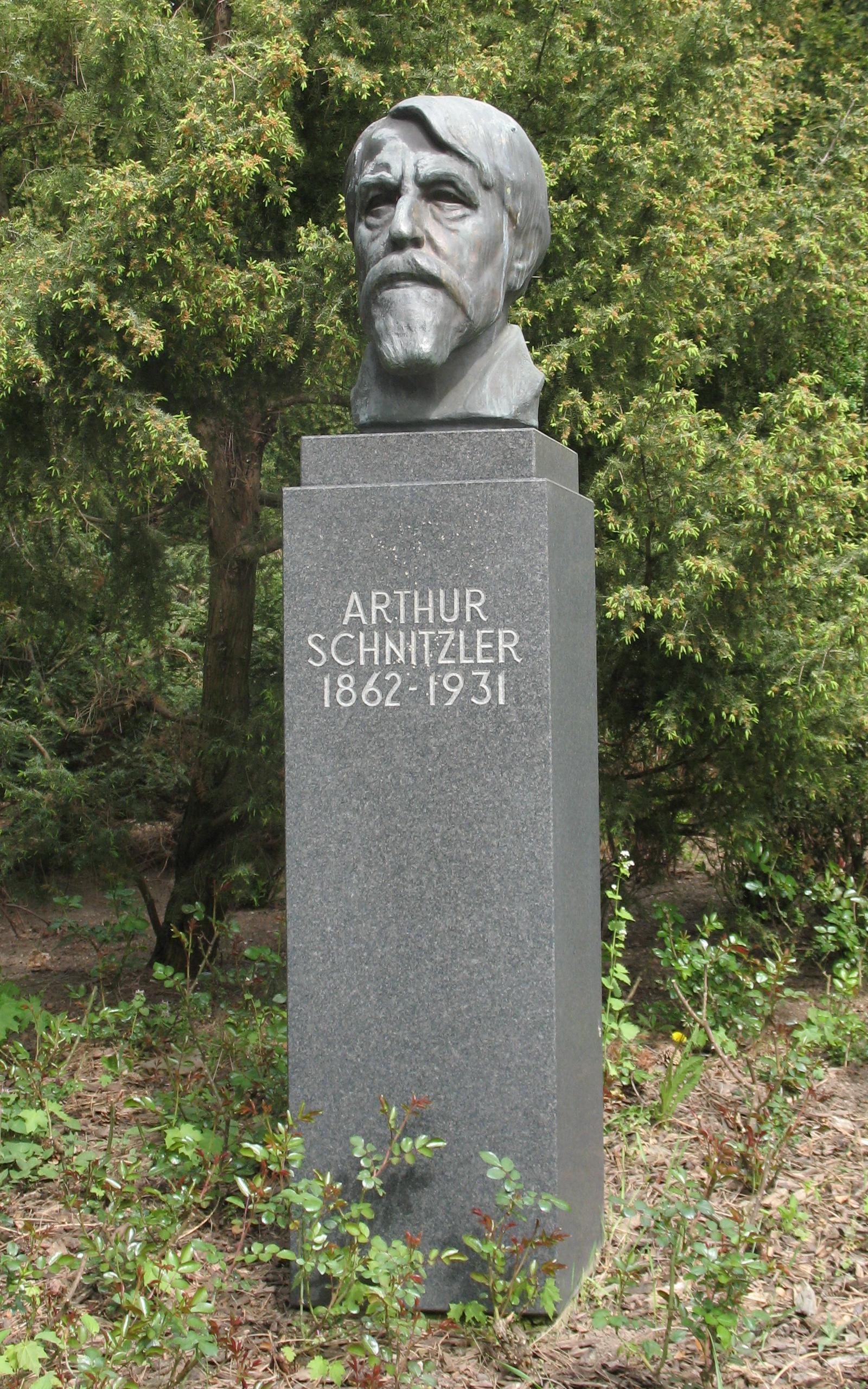
Памятник Артуру Шницлеру в Вене

- Смерть / Sterben (1892, экраниз. 1971)
- Цветы / Blumen (1894)
- Прощание / Ein Abschied (1896, экр. 1986)
- Мертвые молчат / Die Toten schweigen (1897)
- Жена мудреца / Die Frau des Weisen (1897)
- Бенефис / Der Ehrentag (1897)
- Лейтенант Густль / Leutnant Gustl (1900, экр. 1963)
- Слепой Джеронимо и его брат / Der blinde Geronimo und sein Bruder (1900, экр. 1977)
- Фрау Берта Гарлан / Frau Bertha Garlan (нем., 1900)
- Греческая танцовщица / Die griechische Tänzerin (1902)
- Судьба барона фон Лейзенбог / Das Schicksal des Freiherrn von Leisenbohg (1903)
- Пророчество / Die Weissagung (1904)
- Новая песня / Das neue Lied (1905)
- Смерть холостяка / Der Tod des Junggesellen (1907)
- Дневник Редегонды / Das Tagebuch der Redegonda (1909)
- Убийца / Der Mörder (1910, экр. 1984)
- Пастушья свирель / Die Hirtenflöte (1911)
- Фрау Беате и её сын / Frau Beate und ihr Sohn (1913)
- Доктор Греслер, курортный врач / Doktor Gräsler, Badearzt (1917, экр. 1990)
- Возвращение Казановы/ Casanovas Heimfahrt (1917, экр. 1978, 1992)
- Барышня Эльза/ Frauelein Else (1924, экр. 1929, 1946, 1970, 1974, 1987, 2002)
- Новелла о снах / Traumnovelle (1925—1926, экр. 1969, 1989, 1999 «С широко закрытыми глазами»)
- Игра на рассвете / Spiel im Morgengrauen (1926—1927, экр. 1931, 1974, 1985, 1991, 2001)
- Бегство на край земли / Flucht in die Finsternis (1931)

## Публикации на русском языке
- Прощание (Ein Abschied). Рассказ Артура Шнитцлера. Перевод с немецкого Лидии Давыдовой // журнал «Мир Божий», 1898, № 10.
- Мертвые молчат (Die Toten schweigen). Рассказ Артура Шнитцлера. Перевод с немецкого Лидии Давыдовой // журнал «Мир Божий», 1898, № 12.
- Трилогия. I. Подруга жизни. II. Зеленый попугай. III. Парацельзий. М., 1901.
- Трилогия. Парацельс. Подруга жизни. Зеленый попугай. М., 1901.
- Часы жизни. Тетралогия. М., 1902.
- Полное собрание сочинений, тт. 1-8. М.: Саблин, 1903—1905.
- Трилогия. I. Подруга жизни. II. Зеленый попугай. III. Парацельзий. СПб., 1908.
- Мрачные души. Новеллы. СПб., 1908.
- Жена мудреца. Маленькие новеллы. М., 1912.
- Фрау Берта Гарлан. Новелла. М., 1912.
- Зелёный попугай. Парацельзус. Подруга: Пьесы. М.: Госиздат, 1922.
- Хоровод: 10 диалогов. Берлин, Мысль, 1922.
- Жена мудреца. М.: Художественная литература, 1967.
- Барышня Эльза: Новеллы/Перевод с немецкого — СПб.: Северо-Запад, 1994 (содержание: Барышня Эльза. Фридолин (перевод «Traumnovelle» 1926 года). Фрау Беата и её сын. Игра на рассвете)
- Тереза. История жизни одной женщины. М.: Текст, 2002.
- Траумновелле. М.: Гаятри, 2006.
- Новелла о снах. С широко закрытыми глазами / Пер. с нем. А. Игоревского. М.: Центрполиграф, 2011.